# Necromys urichi
Necromys urichi (Некроміс північний) — вид гризунів з родини Хом'якові (Cricetidae).

## Морфологія
Середня вага дорослої особини: 44.84 гр.

## Проживання
Країни проживання: Бразилія; Колумбія; Тринідад і Тобаго; Венесуела. Проживає на висотах від 240 до 2232 м над рівнем моря. Середньорічна кількість опадів 1750 мм. Це наземний вид, які полюбляє вологі місця перебування.

## Поведінка
Середня кількість виводків на рік 3.6.

## Загрози та охорона
Живе в кількох національних парках у Венесуелі. У Колумбії він зустрічається тільки в передгірній зоні, яка є вузькою і місце проживання там під загрозою.
| Панда | Це незавершена стаття з теріології. Ви можете допомогти проєкту, виправивши або дописавши її. |